# Tworzywo

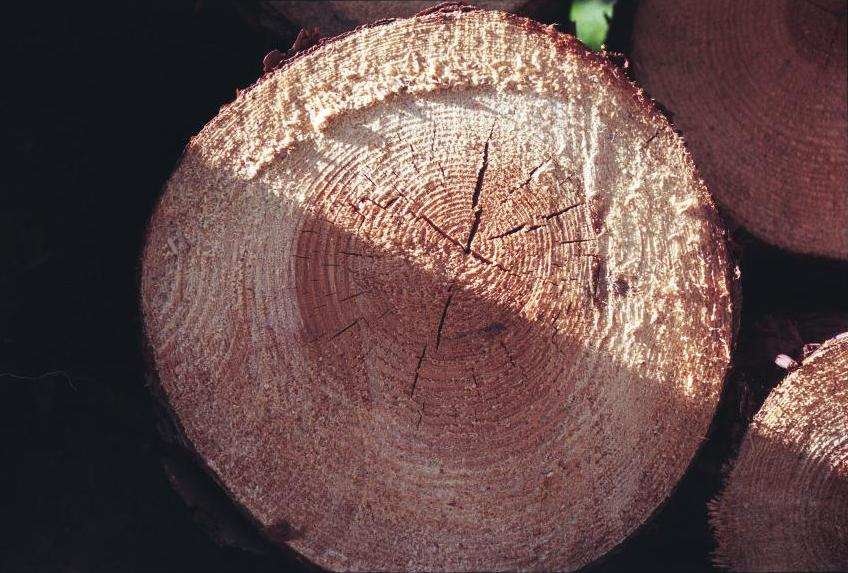
Drewno, popularne tworzywo naturalne

Tworzywo – materiał, który w procesie produkcyjnym przerabia się, nadając mu wymagany kształt. Tworzywa dzielą się na naturalne i sztuczne.